# Ben O'Connor
Ben Alexander O'Connor (født 25. november 1995 i Perth) er en cykelrytter fra Australien, der er på kontrakt hos Team Jayco AlUla.

## Karriere
I 2017 kom O'Connor på UCI World Touren, da han fik kontrakt med sydafrikanske Dimension Data. Fra 2021 skiftede han til franske AG2R Citroën Team på en 1-årig kontrakt. I juni 2021 forlængede parterne aftalen, så den var gældende indtil udgangen af 2024.